# Diversité des tactiques

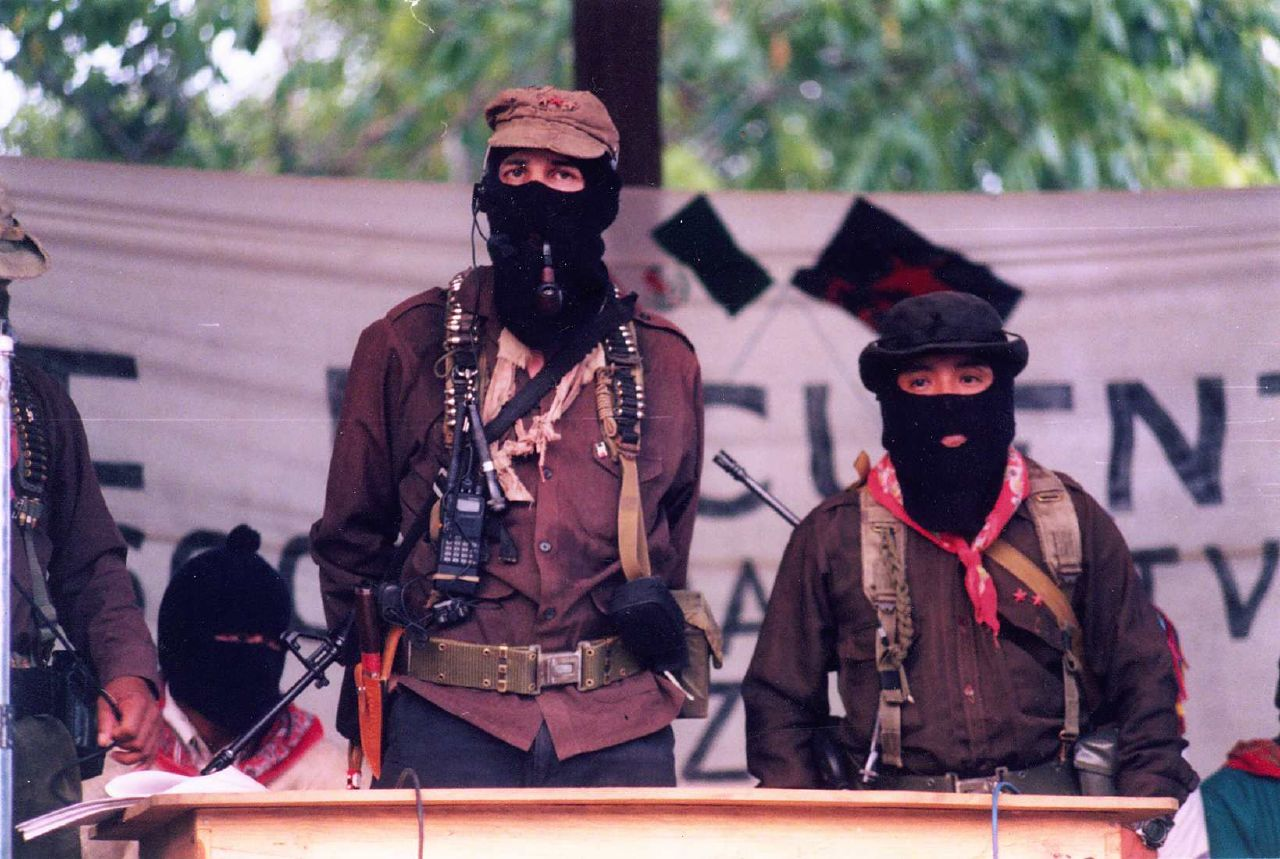
Le sous-commandant Marcos avec des membres des zapatistes, qui combinent non-violence et formes de résistance plus combatives

La diversité des tactiques est une pratique stratégique des mouvements sociaux qui consiste à utiliser périodiquement la force à des fins perturbatrices ou défensives, en dépassant les limites de la stricte non-violence, mais en s'arrêtant avant une militarisation totale,. Elle a pour but de trouver la stratégie de désobéissance civile la plus efficace pour obtenir des changements sociaux. La diversité des tactiques peut utiliser des méthodes non violentes, la résistance armée, ou une gamme de méthodes intermédiaires, en fonction du niveau de répression auquel le mouvement fait face. Elle est parfois défendue comme permettant «des formes de résistance qui maximisent le respect de la vie».

## Développement du concept
La première véritable théorisation de la diversité des tactiques semble être l’œuvre de Malcolm X et d'autres dirigeants radicaux du mouvement des droits civiques du début des années 1960 aux États-Unis. Peu de temps après son départ de la Nation de l'Islam Malcolm X a prononcé un discours intitulé «La Révolution Noire» où il promeut la solidarité entre les partisans de la résistance armée contre le racisme et ceux de la non-violence. Il déclare:
«Les nôtres ont commis l’erreur de confondre méthodes et objectifs. Tant que nous sommes d’accord sur les objectifs, nous ne devons jamais laisser la discorde s’installer entre nous, sous le seul prétexte que nous sommes en désaccord quant à la méthode, à la tactique ou à la stratégie qui doit nous permettre d’atteindre l’objectif commun.»
En mars 1964, Gloria Richardson, leader de la section de Cambridge Maryland du mouvement non-violent pour les droits civiques Student Nonviolent Coordination Committee (SNCC), accepte la demande de Malcolm X d'unir ses forces avec les organisations de défense des droits civiques. Richardson déclare au journal Baltimore Afro-American : «Malcolm est très pragmatique… Le gouvernement fédéral n'est entré dans des situations de conflit que lorsque les choses approchaient de l'insurrection. L'auto-défense peut forcer Washington à agir plus rapidement.»
La même année, l'historien américain Howard Zinn (alors membre du Conseil consultatif du SNCC) publie son essai «The Limits of Nonviolence», dans la revue pour les droits civiques Freedomways. Dans l'article, l'historien conclut que l'action directe non violente n'est pas suffisante pour briser les lois Jim Crow dans les États du Sud. Dans son livre de 1965, SNCC: The New Abolitionists, Zinn explique la philosophie qui a dominé le mouvement:
«Les membres du SNCC - et en fait tout le mouvement des droits civiques - a été confrontés pendant leur action au dilemme qui désoriente l'homme dans la société: on ne peut pas toujours avoir à la fois la paix et la justice. Insister sur une tranquillité parfaite et rejeter absolument toute violence peut conduire à renoncer au droit de changer un ordre social injuste. D'un autre côté, rechercher la justice par n'importe quel moyen peut conduire à une effusion de sang si grande et horrible qu'elle éclipse tout le reste et éclabousse l'objectif, le rendant méconnaissable. Le problème est d’étudier soigneusement les différentes possibilités, de manière à atteindre le maximum de progrès social avec un minimum de souffrance. La société a été coupable d'un jugement plutôt rapide et imprudente dans le passé… d'un autre côté, elle a permis les injustices les plus monstrueuses qu'elle aurait pu éliminer avec peu de peine.»

### Ladésobéissance et la démocratiede Zinn
En 1968, Zinn approfondi la diversité tactique avec son livre «Désobéissance et démocratie: neuf erreurs sur la loi et l'ordre» . Le texte est publié en réponse au juge libéral de la Cour suprême Abe Fortas, qui écrit dans son livre «Concerning Dissent and Civil Disobedience», qu'il soutiens les formes «gandhiennes» d'action directe, mais pas les tactiques qui implique de résister aux arrestations; Fortas rejette également les stratégies politiques impliquant la violation de la loi, la destruction de biens privés, ou la violence physique, y compris en cas d'auto-défense face à la répression. Toutes ces tactiques se généralisaient alors au sein du mouvement américain des droits civiques, du mouvement Black Power et des campagnes contre la guerre du Viêt Nam .
Zinn réfute la position de Fortas à propos de la résistance face à l'arrestation et au jugement, Zinn réplique que Gandhi avait accepté la mauvaise influence de Platon, qui, dans son dialogue philosophique Criton, décrivait Socrate comme acceptant joyeusement sa condamnation à mort au motif que le citoyen est obligé de se soumettre à la décision du gouvernement, qui est comme un maître pour le peuple. Zinn souligne que ce sont «les arguments du légaliste, de l' étatiste, pas du libertaire», et note que Platon méprise la démocratie. Face à l'inquiétude de Platon selon laquelle la désobéissance durable à la loi pourrait renverser les fondements du gouvernement, Zinn soutient au contraire que: «Quand des décisions injustes deviennent la règle, alors le gouvernement et ses représentants doivent être renversés.»
À propos la violation des lois et des conventions dans le cadre de protestations, Zinn note que certains des pires problèmes de la société - «comme la faim, le mal logement ou le manque de soins médicaux» - ne sont pas le résultat de lois particulières, mais des conditions de l’ensemble d'un système; par conséquent, les cibles ne peuvent pas toujours être précises: «Nos problèmes les plus profonds ne sont pas représentés par des lois spécifiques, mais sont tellement entrelacés dans la société américaine que le seul moyen de les atteindre est d'attaquer le tissu à tous ses points vulnérables.»
Zinn réfute le «rejet légitime et facile de la violence» de la part des libéraux, notant qu'Henry Thoreau, qui a popularisé la notion de désobéissance civile, a soutenu l'insurrection armée de John Brown. Zinn reconnaît que «la non-violence est plus désirable que la violence en tant que moyen», mais affirme aussi que:
«… dans la tension inévitable qui accompagne le passage d'un monde violent à un monde non-violent, le choix des moyens ne sera presque jamais pur, et impliquera des complexités telles que la simple distinction entre violence et non-violence ne suffit pas comme guide ... Les actes mêmes par lesquels nous cherchons à faire le bien ne peuvent échapper aux imperfections du monde que nous essayons de changer.»
Zinn rejette en particulier la condamnation morale de la destruction de propriétés, comme étant historiquement ignorante et éthiquement irréfléchie. Il soutient que face à la violence massive de l'État, le bris de vitres est une perturbation heureusement restreinte:
«Le degré de désordre dans la désobéissance civile ne doit pas être comparé à une fausse «paix» présumée exister dans le statu quo, mais avec le désordre et la violence réels qui font partie de la vie quotidienne, ouvertement exprimés au niveau international dans les guerres, mais cachés localement sous la façade de «l'ordre» qui masque l'injustice de la société contemporaine.»
Zinn s'attaque ensuite à l'affirmation selon laquelle la violence dessert la cause d'un mouvement, en affirment que l'histoire montre à plusieurs reprises à la fois les limites de la non-violence et l'efficacité des méthodes combatives: « Ce n'est que lorsque les manifestations de noires ont donné lieu à des violences que le gouvernement national a commencé à travailler sérieusement sur les droits civiques, » note l'historien, prenant comme exemple l'émeute de Birmingham de 1963. Les méthodes pacifiques «suffisaient à soulever le problème, mais non à le résoudre.»
Dans le même temps, Zinn propose «un code morale sur la violence dans la désobéissance civile», qui allait «déterminer si les troubles ou la violence est contrôlée ou aveugle...» Cela engendrerait une insurrection en partie violente, encore majoritairement non-létale, ce qui serait préférable à une guerre civile sanglante et entièrement militarisée. Finalement, Zinn se retrouve complètement dans l'idée de la diversité des tactiques:
«Chaque situation dans le monde est unique et nécessite des combinaisons uniques de tactiques… toute la vaste gamme de tactiques possibles au-delà de la stricte non-violence.»
«Désobéissance et démocratie» s'est vendu à plus de 70 000 exemplaires (ce qui en fait le livre le plus populaire de Zinn avant «A People's History of the United States»)  et a servi de «support théorique aux nombreux actes de désobéissance civile commis pendant ces années de guerre au Vietnam.»

### Débat autour de la fermeture de l'OMC en 1999
Dans les années qui suivent la fin de la guerre du Vietnam, la contestation aux États-Unis prend des formes plus ordonnées et est de plus en plus dominée par la classe moyenne. Lorsque le mouvement anti-nucléaire progresse après l'effondrement partiel de Three Mile Island, une stratégie rigoureusement non violente, (promue par Bill Moyer et le Mouvement pour une nouvelle société, et incarnée par la Clamshell Alliance), est souvent créditée pour ce progrès, et ces méthodes finissent par dominer le mouvement pour la justice sociale,. Cela correspond à l'émergence d'une stratégie policière très efficace de contrôle des foules appelée «gestion négociée». De nombreux spécialistes des sciences sociales notent «l'institutionnalisation des mouvements» à cette époque.
Ces courants ont largement limité la portée perturbatrice des protestations jusqu'aux manifestations de 1999 contre l'Organisation mondiale du commerce. Dans un succès sans précédent pour la désobéissance civile post-vietnamienne, la cérémonie d'ouverture de la Conférence ministérielle de l'OMC est complètement fermée, la ville hôte de Seattle déclare l'état d'urgence pendant près d'une semaine, les négociations commerciales multilatérales entre les pays riches et les pays en développement s'effondrent, et tous cela sans victimes. Cela s'est produit au milieu d'émeutes de masse qui ont été provoquées par des militants anarchistes (certains se sont regroupés pour former des Black Bloc), diverses ONG de désobéissance civile non violente (comme Public Citizen et Global Exchange ) et le Seattle Direct Action Network (DAN), et une marche de masse légale organisée par l'AFL-CIO,,.
Avant sa fermeture, le groupe local Seattle Anarchist Response (SAR) fait circuler librement le texte de Ward Churchill «Pacifism as Pathology» parmi les manifestants. SAR promeut activement la diversité des tactiques parmi la base de DAN et critique l'hégémonie des ONG sur les manifestations. Ils reçoivent souvent des réactions enthousiastes. Un organisateur de DAN déclare au journal Seattle Weekly : «Je sors moins fermement convaincu de ce qui est bien et de ce qui est mal, et j'utilise des tactiques différentes tant qu'elles sont utilisées à bon escient. Je n'en n'était pas là où j'en suis aujourd'hui il y a un an.» L'appel à la manifestation de Seattle vient à l'origine de Peoples Global Action (un réseau cofondé par les zapatistes ) qui soutient la diversité des tactiques et une définition très flexible de la non-violence.
Au lendemain de la victoire, divers porte-parole d'ONG associés à Seattle DAN affirment que l'aspect émeutier des manifestations contre l'OMC est contreproductive et antidémocratique. Ils affirment également que seul un petit groupe minoritaire d'Eugene et d'Oregon, a participé à la destruction de propriétés. Medea Benjamin dit au New York Times que «ces anarchistes auraient dû être arrêtés» , tandis que Lori Wallach de Public Citizen déclare qu'elle a ordonné aux Teamsters d'agresser les participants au Black Bloc. En réponse, cinq universitaires dont Christian Parenti, Robin Hahnel et Ward Churchill signent une lettre ouverte dénonçant la «vague de réaction» que le secteur des ONG organise contre les militants protestataires. «Ceux qui rabaissent et se distancient des actions des« anarchistes d'Eugène» ont soit ignoré, soit simplement ne se sont pas rendu compte du niveau de contributions des anarchistes (habillés de noir ou autrement) pour faire du Festival de la résistance du 30 novembre une réalité. Ils affirment également que la gauche établie, en prônant la violence contre certains manifestants afin de protéger la propriété privée des entreprises, renforce «une acceptation sans réserve du système de valeurs dominant de la société de consommation américaine : la propriété privée a une valeur plus élevée que la vie».
Dans sa réponse à la controverse, Barbara Ehrenreich présente les dirigeants des ONG comme des «hypocrites» et écrit que les militants non violents devraient «traiter les jeunes lanceurs de pierres comme des sœurs et des frères dans la lutte». Elle critique également le dogme de la non-violence comme étant «ridiculement ritualisé», ainsi qu'élitiste car ils prétend rejeter tout manifestant qui n'a pas suivi une formation à la non-violence «pendant des heures, voire des jours». Ehrenreich conclut que: «Les membres du Direct Action Network, du Global Exchange et d'autres groupes ont été suffisamment intelligents pour comprendre le fonctionnement de l'OMC, du FMI et de la Banque mondiale. Il est maintenant temps pour eux de comprendre comment un grand nombre de personnes peuvent protester contre la cabale capitaliste internationale sans se faire écraser (ou saccager par leurs camarades manifestants) dans le processus .»
La solution d'Ehrenreich à l'impasse est l'acceptation croissante de la diversité des tactiques dans le mouvement anti-mondialisation. La première indication majeure est en avril 2000, lorsque la coalition d'ONG impliquée dans des manifestations contre la Banque mondiale à Washington DC résiste aux appels des médias pour dénoncer les manifestants qui ne pratiquaient pas la non-violence stricte. La porte-parole Nadine Bloch a déclaré à la presse que: «Ce qu'il y avait parmi les manifestants (à Seattle), c'était des tactiques alternatives. La destruction de biens est quelque chose qui affecte des biens, pas des gens. Je ne pense pas que la destruction de propriétés dans le contexte de cette manifestation de Washington serait quelque chose de très constructif. Mais quand nous regardons ce qui s'est passé à Seattle, nous devons bien dire que cela a contribué à la couverture médiatique que nous avons obtenue, y compris grâce à ceux qui, selon vous, ont dépassé les limites.»
À la veille des manifestations contre le sommet de la Zone de libre-échange des Amériques (ZLEA) de 2001 à la ville de Québec, une importante organisation d'action directe connue sous le nom de SalAMI subi une défection massive en raison de son désaccord avec la diversité des tactiques. De nombreux participants (dont Jaggi Singh ) critique SalAMI pour son «dogmatisme de la non-violence» ainsi que pour les hiérarchies au sein de l'organisation. De cette scission nait la Convergence des luttes anti-capitalistes (CLAC). La «Bases de l'unité» du CLAC déclare: «Dans le respect d'une diversité de tactiques, le CLAC soutient l'utilisation d'une variété d'initiatives créatives, allant de l'éducation populaire à l'action directe.» Les manifestations anti-ZLEA sont massives, impliquant soixante mille personnes à leur apogée, et reçoivent une couverture médiatique largement positive, même si elles comprennent des affrontements généralisés avec la police et la destruction de biens gouvernementaux. Cindy Milstein observe que les succès du CLAC à Québec découle de l'utilisation d'un vaste répertoire qui englobe l'organisation communautaire, la sensibilisation internationale et la confrontation musclée (le CLAC continue d'être actif au Québec à ce jour et a composé une partie du flanc radical de la Grève étudiante québécoise de 2012,.
«L'Action mondiale des peuples» a consolidé son soutien à la diversité des tactiques à ce moment en supprimant le mot «non-violent» de leur charte sur la désobéissance civile. Ils ont expliqué que:
«Le problème avec l'ancienne formulation était d'abord que le terme de «non-violence» a des significations très différentes en Inde (où il signifie respect de la vie) et en Occident (où il signifie également respect de la propriété privée). Ce malentendu fondamental s'est avéré tout à fait impossible à corriger dans les médias - ou même dans le mouvement lui-même. Le mouvement nord-américain a estimé que le terme pouvait être compris comme ne permettant pas une diversité de tactiques ou même de contribuer à la criminalisation d'une partie du mouvement. Les organisations latino-américaines s'étaient également opposées à ce terme dans leur conférence régionale, affirmant qu'un «appel à la désobéissance civile» était assez clair, alors que la «non-violence» semblait impliquer un rejet d'énormes pans de l'histoire de la résistance de ces peuples et a donc été mal pris par une grande partie du mouvement…»
«En fait, il a été toujours compris à l'AMP que la non-violence doit être prise comme un principe directeur ou un idéal qui doit toujours être interprété par rapport à une situation politique et culturelle particulière. Des actions parfaitement légitimes dans un contexte peuvent être inutilement violentes dans un autre (contribuant à brutaliser les relations sociales). Et vice versa. Précisément pour rendre cela clair, l'armée zapatiste (EZLN) a été invitée à faire partie de la première génération de coordinateurs. La formulation finalement trouvée semble respecter cette position fondamentale, puisqu'elle prône explicitement la MAXIMISATION du respect de la vie.»

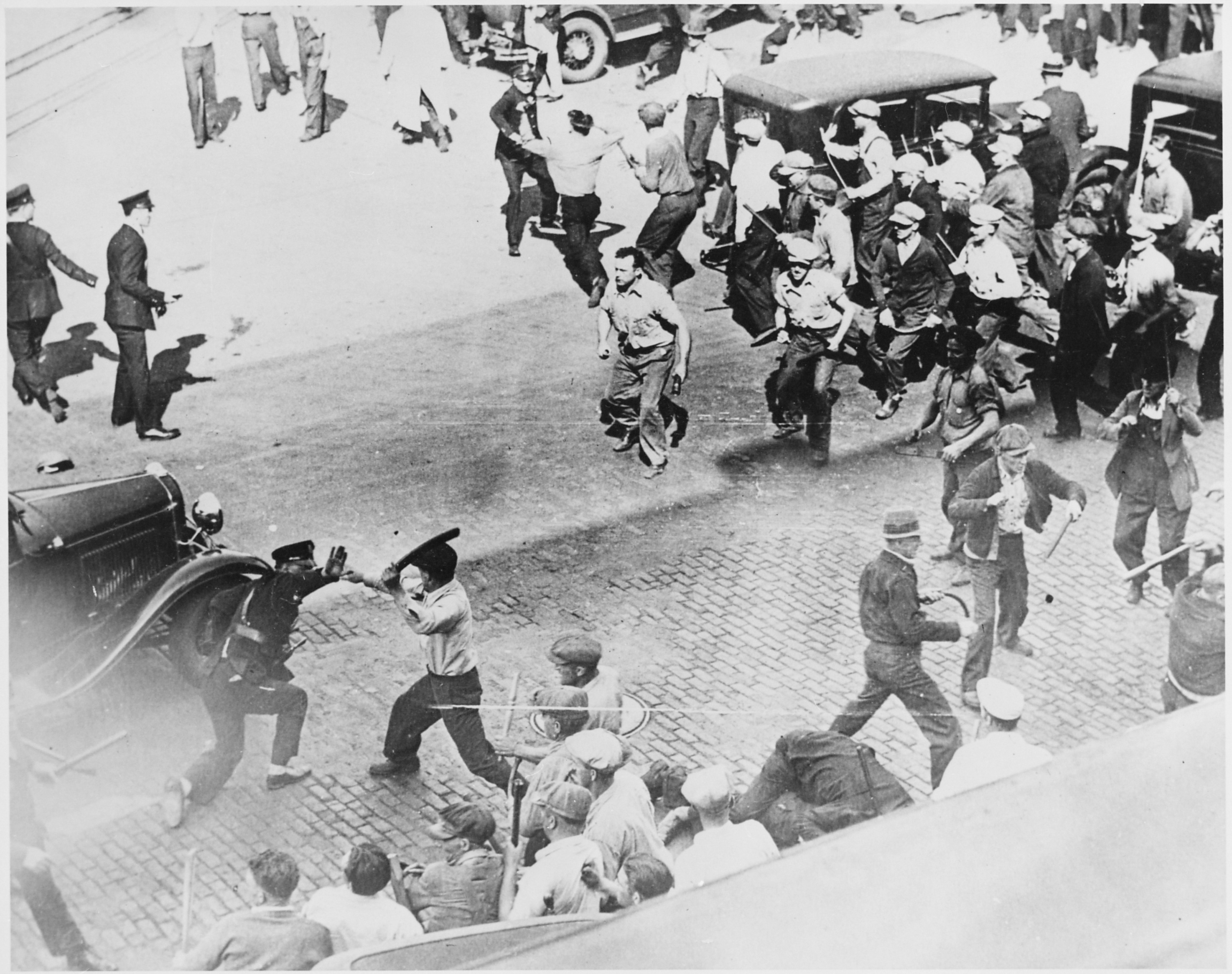
La section locale 574 des Teamsters affrontant la police dans la grève générale de Minneapolis de 1934

### Études récentes
Ces dernières années, de nombreux universitaires ont étudié la diversité des tactiques. L'éminent sociologue Francis Fox Piven a écrit, en analysant les stratégies des manifestations offensives, que:
«Les mouvements de protestation peuvent ou non se livrer à des violences contre des biens ou des personnes. Les chercheurs sur les mouvements sociaux américains ont été très timides sur cette question. Ils ont tendance à ignorer les épisodes de violence qui se produisent, les excluant par décret de leur définition des mouvements sociaux. Je soupçonne qu'ils sont influencés par leur sympathie pour ... la tant proclamée «non-violence» du mouvement des droits civiques ... Tout comme la non-violence peut être stratégique, la violence peut aussi être utilisée de manière stratégique, et souvent défensivement pour permettre l'action perturbatrice, l'abandon de la coopération, pour continuer.»
Les découvertes de Piven confirment celles d'autres chercheurs sur les mouvements sociaux, comme William Gamson et Pamela Oliver. Oliver écrit que «les jeunes d'aujourd'hui apprennent généralement une histoire élogieuse du mouvement des droits civiques… Nos jeunes sont rarement informés sur les émeutes, et même de nombreuses sources universitaires sur le mouvement noir ignorent ou minimisent ces révoltes. Il semble que ceux qui sont assez vieux pour se souvenir des émeutes tentent de les oublier.» Toutefois dans le domaine de la sociologie, les résultats positifs de « l'effet de flanc radical » sont largement reconnus. L'effet de flanc radical a été nommé pour la première fois par Herbert H. Haines dans son livre «Black Radicalism and the Civil Rights Mainstream», où il déclare que «l'agitation que les militants ont créée était indispensable au progrès des Noirs et, en effet, la radicalisation des Noirs a eu le net effet de renforcer les positions de négociation des groupes de défense des droits civiques classique et d'accélérer l’obtention d'un grand nombre de leurs objectifs […] [cette constatation] a des implications pour tout mouvement social composé de factions modérées et radicales…»
Ces dernières années, les historiens universitaires sont devenus plus francs sur le rôle de la force dans le mouvement des droits civiques. Des universitaires tels que Charles M. Payne, Akinyele Umoja et Timothy Tyson ont expliqué l'utilité de l'activité militante (allant de la dissuasion armée aux émeutes de masse) pour mettre fin à la ségrégation officielle aux États-Unis. Dans son livre «I've Got the Light of Freedom», Payne réfléchit à la manière dont le militantisme noir coexistait avec les idéaux non violents:
«À un certain niveau, il y a quelque chose d'incohérent à propos de Medgar Evers qui envisage la guérilla contre les Blancs dans le Delta et croie simultanément qu'il peut parler aux [blancs] assez longtemps pour pouvoir les changer. L'incohérence n'est qu'apparente, elle dépend de la largeur de la vision sociale développée par certains Noirs du Sud. Ils pourraient, comme Malcolm X, envisager un éventail de tactiques d'opposition plus large, mais comme MLK, ils n'ont jamais perdu un sens de l'humanité communes plus étendue.»
L'historien Robin Kelley a écrit que «l'autodéfense armée a en réalité sauvé des vies, réduit les attaques terroristes contre les communautés afro-américaines et jeté les bases d'une solidarité communautaire sans précédent». Bien que cette idée ait été très acclamée, pratiquement aucune de ses découvertes n'a été utilisée jusqu'à présent dans les représentations populaires du mouvement.

### Écrit récent
Dans le texte anticapitaliste influent «L'Insurrection qui vient» les auteurs prescrivent une résistance armée qui évite néanmoins la militarisation: «Les armes sont nécessaires: il s'agit de tout mettre en œuvre pour rendre leur utilisation inutile… la perspective d'une guérilla urbaine du genre de celle menée en Irak, traînant sans possibilité de prendre l'offensive, est plus à craindre qu'à désirer. La militarisation de la guerre civile est la défaite de l'insurrection.»
De nombreux commentateurs considèrent les émeutes de Ferguson et de Baltimore associées au mouvement Black Lives Matter comme des formes de protestation productives,. Un membre de la Commission Ferguson du gouverneur du Missouri a déclaré au Huffington Post que «sans les troubles, nous n'aurions pas vu la réforme des tribunaux municipaux. Cela a certainement changé la donne». Les leaders populaires du mouvement ont refusé de condamner les épisodes de violente protestation,, et largement «embrasser une diversité de tactiques»,,. 

## Exemples réussis

### Les suffragettes
Le mouvement des droits des femmes en Grande-Bretagne est devenu de plus en plus combatif dans les années qui ont précédé l'adoption du suffrage féminin. La principale instigatrice de cette tendance était Emmeline Pankhurst. L'organisation de Pankhurst, l' Union sociale et politique des femmes (WSPU), a commencé à perturber les réunions politiques et à pratiquer la désobéissance civile non violente en 1904. Les médias traditionnels ont fait une distinction entre les suffragistes légalistes et les «suffragettes» qui enfreignent la loi; Pankhurst et ses partisanes ont néanmoins accepté cette dernière étiquette.
À partir de 1908, la WSPU s'est engagée dans de violentes manifestations: brisant des vitres, combattant des policiers et allant jusqu'à commettre des attentats à la bombe non meurtriers,. Pankhurst a déclaré que «une vitre cassée est l'argument le plus précieux de la politique moderne» et a considéré la lutte des suffragettes comme une forme de «guerre civile»,. Lorsqu'elles étaient emprisonnées, les suffragettes se livraient souvent à des grèves de la faim et étaient le premier groupe de haut niveau à s'engager systématiquement dans cette tactique, devançant Mohandas Gandhi d'une décennie.
L'historien Trevor Lloyd a écrit que «en [1913] les suffragettes ne cherchaient plus à faire de martyre. Elles voulaient lutter contre la société.» Ces activités ont chassé certains de leurs sympathisants, mais Pankhurst était inébranlable, déclarant que:
«… Si vous voulez vraiment faire quelque chose, ce n'est pas tant une question de savoir si vous attirez ou non la sympathie; la sympathie est une chose très insatisfaisante si ce n'est pas une forme de solidarité. Peu importe à la suffragiste pragmatique qu'elle atire ou non une sympathie qui ne lui a jamais été d'aucune utilité. Ce qu'elle veut, c'est obtenir quelque chose de concret, et que ce soit fait par sympathie ou par peur… n'a pas particulièrement d'importance tant que vous l'obtenez. Nous en avons eu assez de sympathie pendant cinquante ans; cela ne nous a jamais rien apporté, et nous préférerions qu'un homme en colère se rende au gouvernement et dise que ces affaires sont gênées et qu'il n'acceptera pas qu'elles le soient plus longtemps parce que vous ne voulez pas donner pas le droit de vote aux femmes, plutôt qu'un gentleman vienne sur nos plates-formes année après année et parle de son ardente sympathie pour le droit de vote des femmes.»
La féministe américaine Alice Paul a commencé son activisme avec WSPU en Grande-Bretagne et a participé à des manifestations destructrices là-bas, brisant elle même plus de quarante fenêtres De retour aux États-Unis, Paul a commencé à introduire des tactiques de suffragette dans le mouvement féministe de son pays d'origine. L'organisation de Paul, le Parti national des femmes, était principalement non-violente dans ses activités, mais Paul a travaillé en étroite solidarité avec Emmeline Pankhurst jusqu'à l'adoption du suffrage et a accueilli des apparitions de Pankhurst aux États-Unis à plusieurs reprises. En 1912, Harriot Stanton Blanch a changé le nom de son organisation de la Ligue pour l'égalité à l'Union politique des femmes afin de démontrer sa solidarité avec la désormais violente WSPU. Dans les mois qui ont précédé le passage du dix-neuvième amendement, les suffragistes américains ont expérimenté des tactiques plus combatives, brisant une fenêtre dans une lutte avec un policier en octobre 1918, et brûlant une effigie du président devant la Maison Blanche en février 1919. En mai 1919, le président Wilson convoqua une session spéciale du Congrès pour l'amendement du suffrage. Il sera validé par les deux chembres le mois suivant.

### Mouvement des droits civiques
Le mouvement des droits civiques n'était pas systématiquement non-violent, au sens gandhien du terme (qui refuse la déstruction matérielle); même pendant le boycott des bus de Montgomery de 1955 à 1956, la plupart des militants, y compris Martin Luther King Jr., gardaient des armes chez eux. Sous l'influence des pacifistes Bayard Rustin et Glen Smiley, un code de non-violence plus strict s'est imposé à la fin des années 1950. La période 1957–1959 a été un point critique pour le mouvement: moins d'écoles ont subi une déségrégation dans les trois années suivant le boycott des bus que dans les trois années précédentes, et l'inscription des électeurs noirs et la déségrégation des bus sont restées stagnantes. L'activisme est tombé à l'un de ses points les plus bas de l'après-guerre, la plupart des Afro-Américains du Sud étant terrorisés et soumis par le Ku Klux Klan,. En 1959, Robert F. Williams, président de la section de Monroe, en Caroline du Nord, de la NAACP, a fait la une des journaux nationaux lorsqu'il a déclaré à la presse que sa section était armée et prête à «affronter la violence par la violence». Les militants de la Caroline du Nord avaient eu des affrontements armés contre le KKK pendant plusieurs mois auparavant, y compris une action amérindienne à « La bataille de Hayes Pond ». Williams a été suspendu pour sa radicalité par le président de la NAACP Roy Wilkins, mais sa politique est devenue populaire au niveau national parmi la base et l'assemblée des délégués de la NAACP a adopté une résolution déclarant «nous ne nions pas, mais réaffirmons le droit de l'individu et du collectif à l'auto-défense contre les agressions illégales.» Williams a continué à promouvoir la résistance armée avec sa publication «The Crusader» et a finalement repris la direction de la branche de Monroe NAACP.
Le mouvement national de sit-in étudiant a commencé avec les sit-ins de Greensboro en Caroline du Nord visant les bistrot plusieurs mois plus tard. Bien qu'initiés comme une campagne non-violente qui ne répondrait pas à la violence blanche, dans certains endroits, comme Portsmouth en Virginie et Chattanooga auTennessee, les Noirs se sont défendus avec force contre les agressions. Robert F. Williams a mené une campagne de sit-in réussie à Monroe où, a-t-il rapporté, aucun raciste n'a osé attaquer son groupe car il était bien connu que son application de la non-violence était strictement conditionnelle. À Jacksonville, en Floride, la NAACP locale s'est préparée à défendre les militants non violents en faisant apelle à un gang de rue local pour répondre à toute attaque. Cela a conduit à un affrontement dans toute la ville, couvert au niveau national comme «Axe-handle Saturday», où des dizaines de noirs et de blancs ont été blessés en août 1960. Les bars ont été déségrégés à Jacksonville et dans de nombreux autres sites de protestation dans les mois suivants. Doug McAdam a cité «Axe-handle Saturday» comme exemple du spectre de la crise violente qui planait généralement sur les sit-in des bistrots, trouvant que la menace d'une escalade du chaos poussait les autorités à faire des concessions.
Les Freedom Rides de 1961 ont été conçus à l'origine comme une campagne non-violente. Après quatre mois sans décision sur la déségrégation des bus de la Commission Interstate Commerce (ICC), James Forman, secrétaire exécutif du Student Nonviolent Coordinating Committee (SNCC), a conduit une délégation de grévistes non-violents à Monroe pour travailler avec Robert F. Williams. (Freedom Riders à Anniston, Alabama, avait déjà bénéficié de la protection d'un groupe armé dirigé par le colonel Stone Johnson). Les Monroe Freedom Riders ont été brutalement agressés lors d'un piquet de grève à l'hôtel de ville, mais ont été secourus par Williams et son groupe, qui ont procédé à des échanges de coups de feu avec des civils suprémacistes blancs et la police. De nombreux Freedom Riders ont exprimé leur gratitude à Williams pour avoir sauvé leur vie ce jour-là,. La CPI a tranché en faveur des Freedom Riders moins d'un mois après le conflit de Monroe. En 1962, le Freedom Rider John Lowry a publiquement fait l'éloge de Williams et a affirmé qu'une action non-violente ne pouvait réussir sans «menace de violence». D'autres figures de droits civiques ont loué la contribution de Robert F. William au mouvement comme Rosa Parks, Julian Bond, Howard Zinn, Stanley Levison, et Ella Baker. Ces deux derniers étaient cofondateurs de la Southern Christian Leadership Conference pacifiste.